# All Signs Point to Lauderdale
All Signs Point to Lauderdale è il secondo singolo estratto dal quarto album degli A Day to Remember, What Separates Me from You , pubblicato il 7 giugno 2011.

## La canzone
Il brano è una critica verso quelle persone che non lasciano la piccola città in cui vivono per poter avverare i propri sogni. In particolare, Jeremy McKinnon ha detto:

## Video musicale
Nel video del singolo, diretto da Chris Marrs Pillero, la band indossa i panni di cinque studenti vittime di bullismo. Decidono quindi di reagire, urinando nella loro merenda e facendosela poi prendere dai bulli. Questi, accortisi dell'inganno, inseguono il cantante Jeremy McKinnon che li provoca all'uscita della scuola. Arrivati in un vicolo, però, si trovano circondati da un gruppo di ragazzi in accordo con la band.

## Formazione
- Jeremy McKinnon – voce
- Kevin Skaff – chitarra solista, voce secondaria
- Neil Westfall – chitarra ritmica
- Joshua Woodard – basso
- Alex Shelnutt – batteria

## Classifiche
| Classifica (2011)         | Posizione massima |
| ------------------------- | ----------------- |
| Stati Uniti (alternative) | 32                |
| Stati Uniti (rock)        | 48                |